# Tempio del Buddha di Giada
Il Tempio del Buddha di Giada (in cinese 玉佛禪寺T, 玉佛禅寺S, Yùfó Chán SìP, lett. "Tempio Chán del Buddha di Giada") è il più importante tempio buddhista di Shanghai nel distretto di Putuo, in Cina.
Sorge al numero 170 di Anyuan Lu, nel settore nord-ovest della città.
Come per molti templi buddhisti cinesi moderni, attinge sia dalla dottrina della Terra Pura, sia da quella Chán, tradizioni del Buddhismo Mahāyāna.

## Storia e descrizione

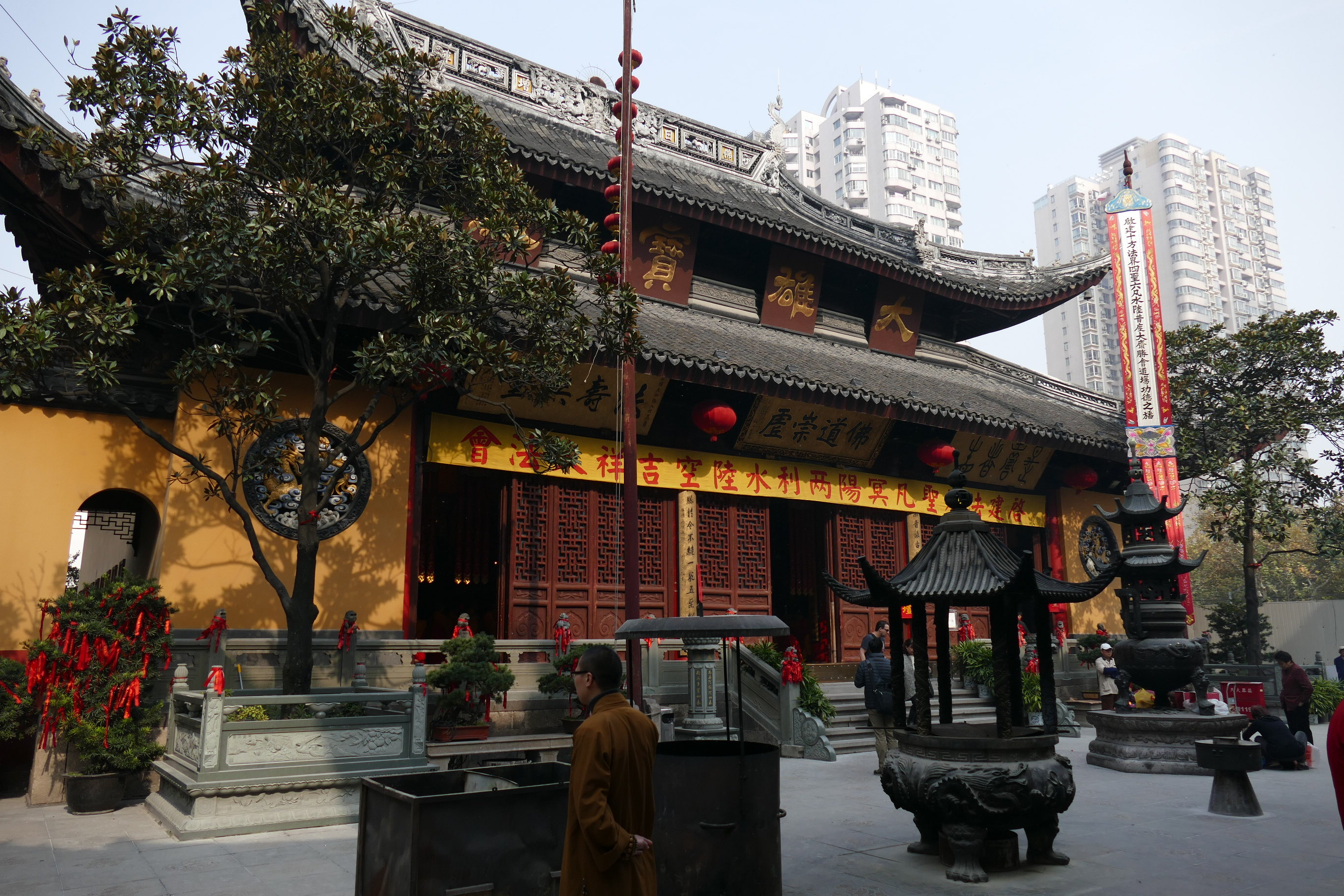
Il Padiglione Prezioso del Grande Eroe.

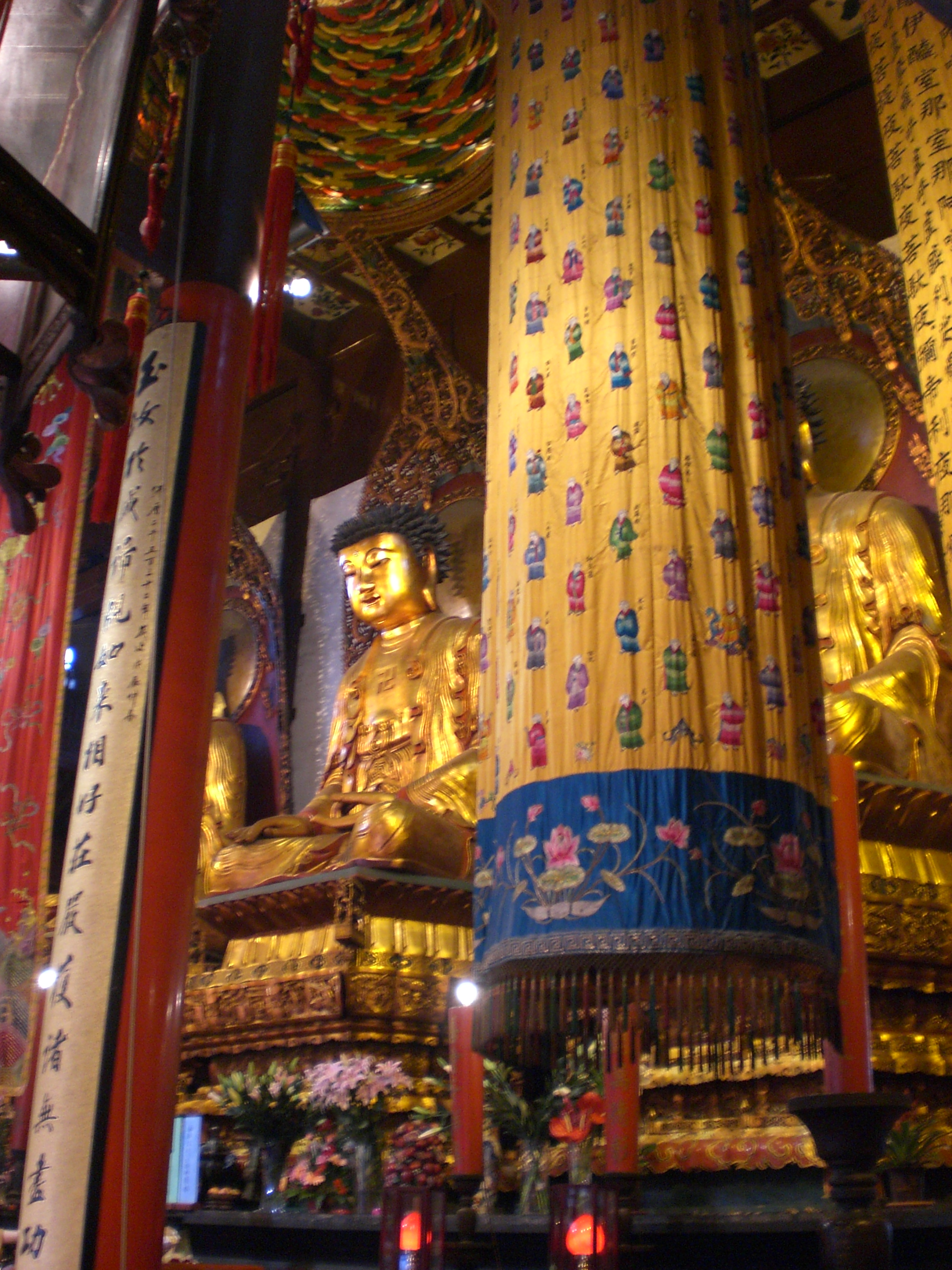
Interno del tempio.

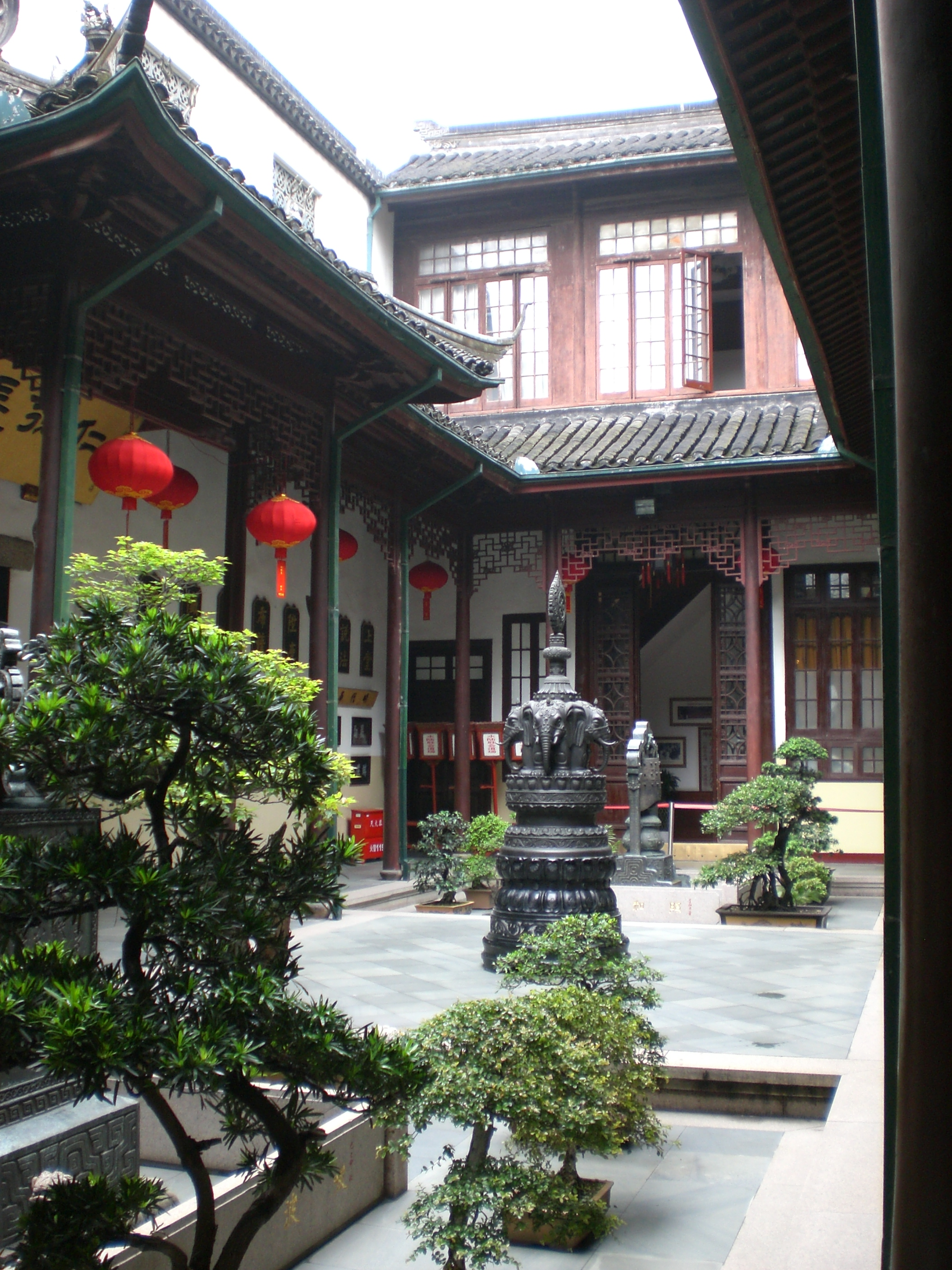
Un cortile.

Durante il regno dell'imperatore Guangxu della dinastia Qing (1875-1908), Huigen, un monaco del Monte Putuo, una delle quattro montagne sacre del Buddhismo cinese, andò in pellegrinaggio in Tibet attraverso le due famose montagne cinesi del Monte Wutai e il Monte Emei. Dopo aver raggiunto il Tibet, entrò in Birmania dove incontrò Chen Jun-Pu, un cinese d'oltremare residente in Birmania, che gli donò cinque statue del Buddha in giada. Huigen trasportò due di loro via mare a Shanghai nel 1882. Queste erano un Buddha seduto di 1,95 metri di altezza (3 tonnellate di peso), tempestata di pietre preziose, e una più piccola rappresentante il Buddha disteso che fa il suo ingresso nel Nirvana. Il tempio contiene oggi anche una statua molto più grande del Buddha disteso, in marmo, donato da Singapore, spesso confusa col pezzo più piccolo dell'originale.
Huigen con i fondi ricevuti in dono vi costruì il tempio, e morì poco dopo.
Tuttavia il tempio venne occupato nel 1911 durante la Rivolta di Wuchang, e venne raso al suolo. Le statue vennero spostate.
Un monaco di nome Chen Ke ricevette, in seguito, un nuovo terreno donato da Sheng Huaixuan, un alto funzionario del tribunale dei Qing e appartenente a una devota famiglia. Era situato nel nord-est di Shanghai, presso lo stagno di Yizhou, creato dal fiume Zhuanghuabang. Qui vi costruì alcune case dai tetti di paglia, il predecessore del monastero odierno. 
La costruzione del tempio attuale venne infine iniziata nel 1918, per essere terminata solo dieci anni dopo, nel 1928, quando Ke Chen invitò il monaco Tiāntái Di Xian a venire dal Monte Tiāntái per una lezione sul Buddismo celebrata con una magnifica cerimonia.
Nel 1952 gli edifici vennero restaurati e nel 1956, l'Associazione buddista di Shanghai, svolse nel tempio una sontuosa cerimonia per celebrare il 2500 ° anniversario dell'illuminazione di Gautama Buddha.
Nel 1966, durante la Rivoluzione Culturale, i monaci sopravvissero vendendo prodotti artigianali, e si racconta un aneddoto dove il tempio venne salvato dagli attacchi delle Guardie Rosse grazie al fatto che i monaci esposero sulle porte la fotografia del presidente Mao.
Nel 1983 venne istituito nel tempio l'Istituto del Buddhismo di Shanghai, ad opera dell'Associazione buddista di Shanghai.
Gli edifici che compongono questo tempio rispettano lo stile architettonico cinese classico: i cortili dividono le diverse sale, che sono organizzate lungo l'asse orizzontale. Si accede al complesso, circondato da un basso muro di cinta, solo dal cancello principale.

Anche i colori utilizzati per dipingere le pareti del tempio sono classici. Le mura esterne e gli edifici sono in un bel giallo acceso, mentre i tetti e le porte delle sale sono rossi.

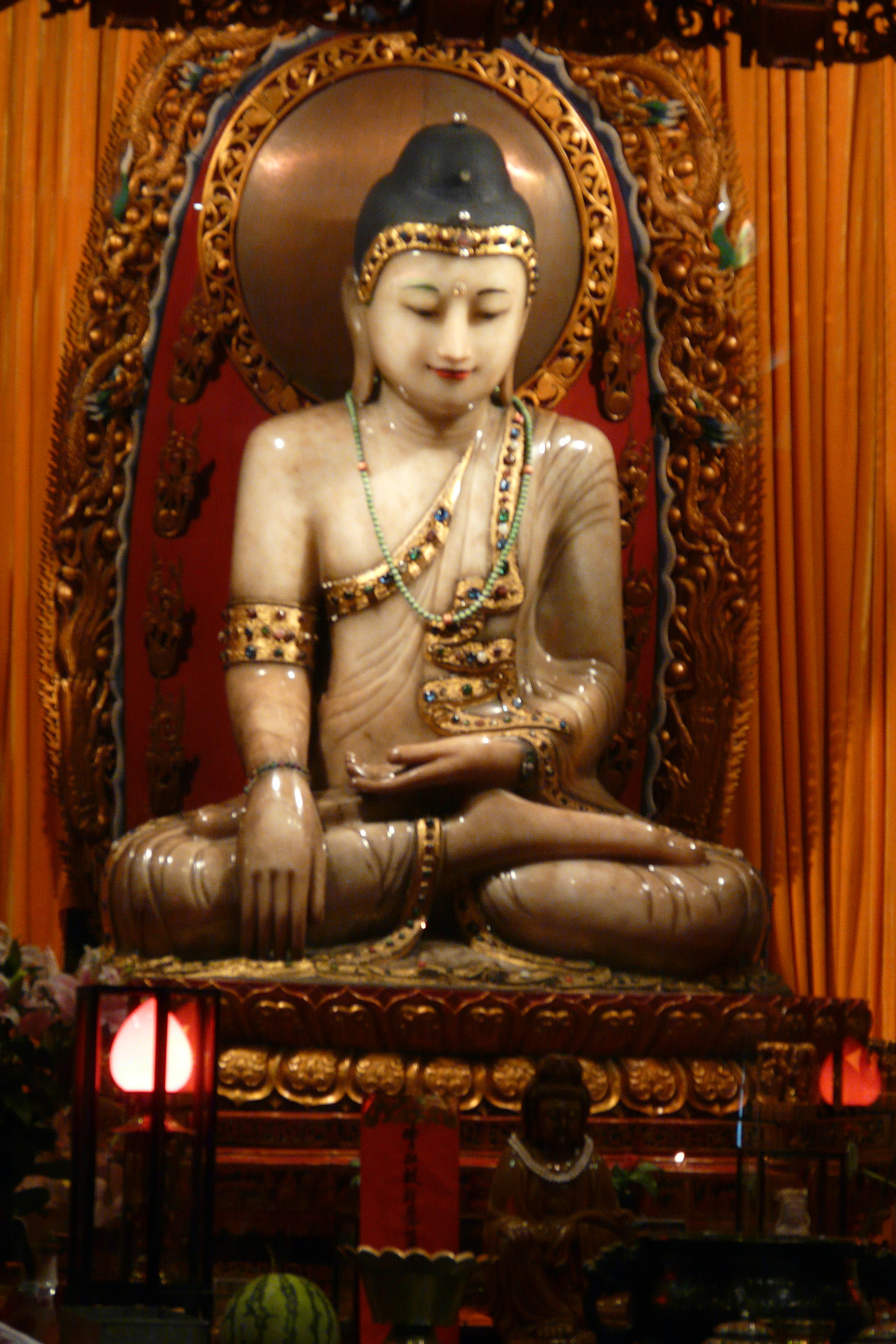
Il Buddha seduto di giada, birmano.
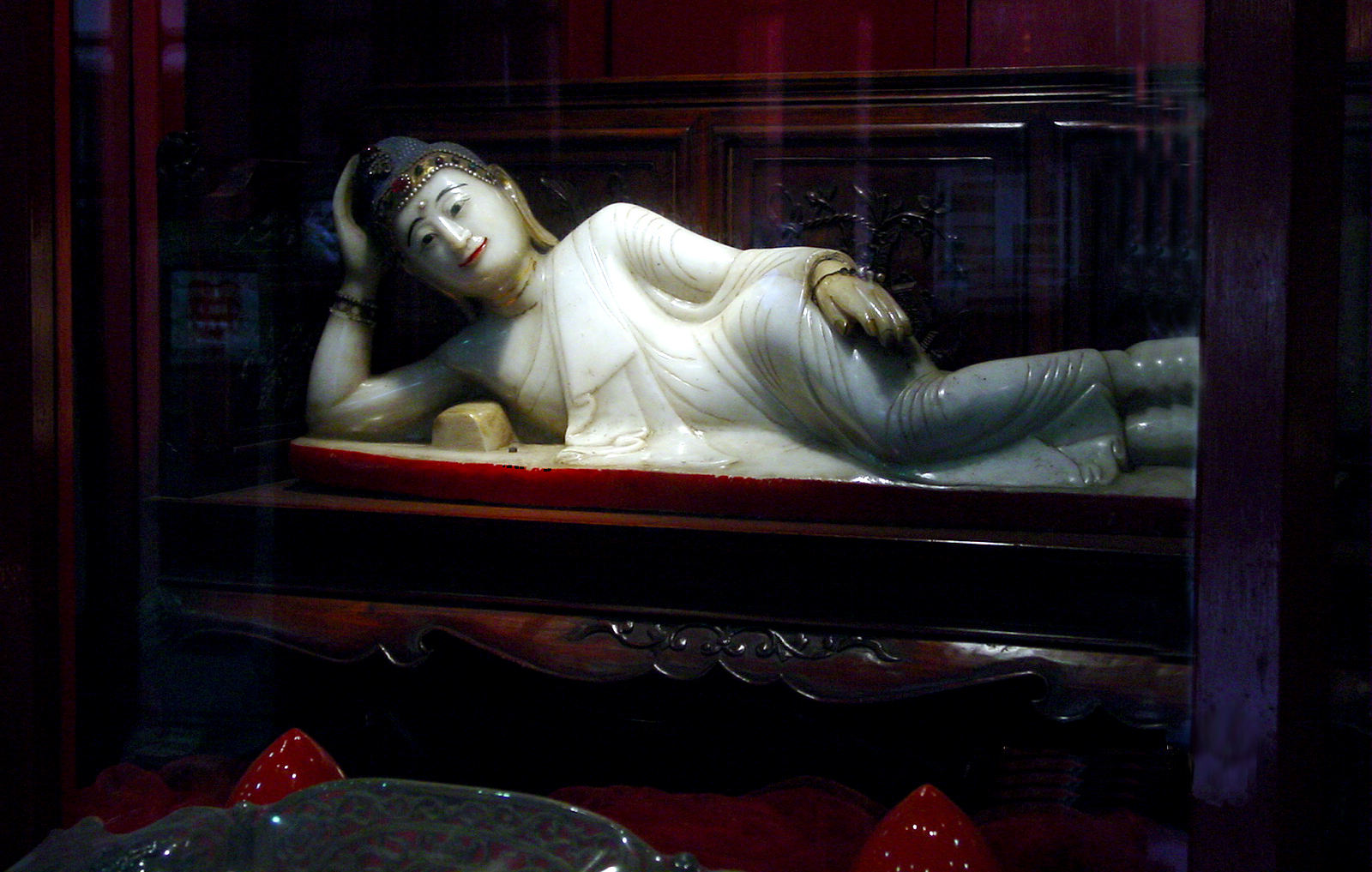
Il Buddha disteso di giada, birmano.
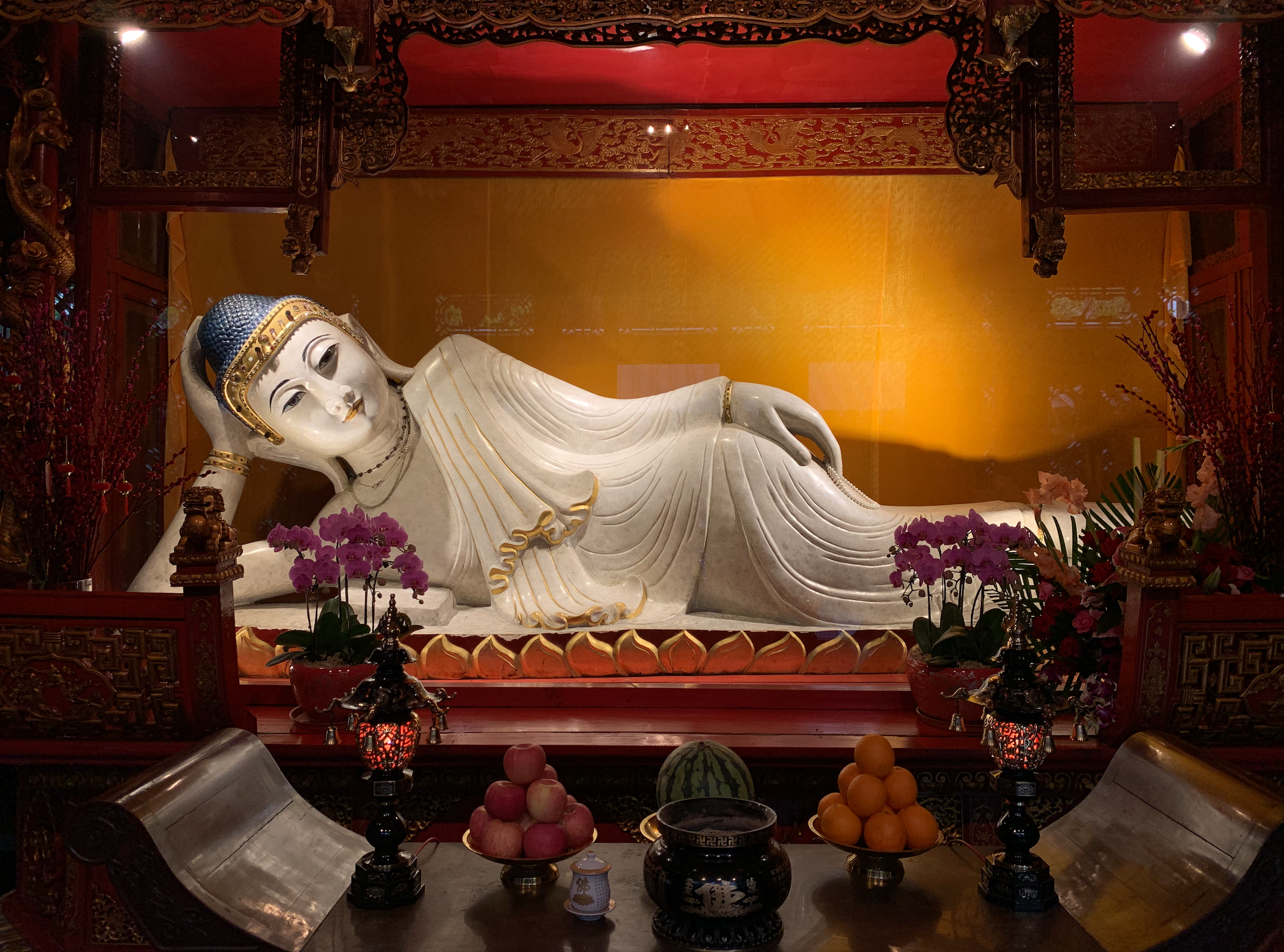
Il Buddha disteso di marmo, singaporiano.